# 無間殺手
《無間殺手》（英語：Dead Man Down）是一部2013年的美国动作惊悚片，由J.H.怀曼（J.H. Wyman）编剧并联合制作，丹麦导演尼尔斯·阿登·欧普勒夫（Niels Arden Oplev）执导。影片由科林·法雷尔、劳米·拉佩斯、多米尼克·庫珀和泰伦斯·霍华德主演，于2013年3月8日上映。这是欧普勒夫自2009年《龍紋身的女孩》以来的首部电影，拉佩斯同样在该片中担任主演，配乐也是由雅各布·格罗斯（Jacob Groth）创作。

## 剧情
维克多潜入了残忍的犯罪头目阿方斯·霍伊特所掌控的犯罪帝国，目标是让阿方斯为两年前杀害自己妻女的行为付出代价。维克多计划先透过身心上的折磨来复仇，最后才杀死阿方斯。
维克多和神秘的年轻女子碧翠丝互相观察着。碧翠丝住在与他对面的公寓，开始联系并对他表现出兴趣。在他们的第一次约会中，碧翠丝揭示了自己的真实动机：她手中有一段维克多杀人影片，如果他不杀死那个导致她毁容的醉驾司机，她就会报警。
与此同时，阿方斯不断收到维克多的匿名信威胁。阿方斯误以为是牙买加人在威胁他，在随后发生的枪战中，维克多救了他的命，因而获得了他的信任。随着威胁的加剧，阿方斯手下的一名成员，也是维克多的朋友达西开始调查威胁的来源。维克多还绑架了帮助阿方斯处理他家人的阿爾巴尼亞头目伊利尔·布罗齐的弟弟，计划将阿尔巴尼亚人和阿方斯的手下聚集起来，以便一举消灭。
维克多在屋顶上策划了一次故意失败的狙击行动以继续折磨阿方斯，但他差点被抓，幸亏被碧翠丝救下。伊利尔的弟弟被维克多绑在一艘废弃的船上（S.S. United States，这艘船尽管电影设定在纽约，实际上自1996年以来一直停靠在费城）。维克多拍摄了一段影片，让伊利尔的弟弟声称自己被关在阿方斯仓库的地下室，以此来陷害阿方斯，吸引阿尔巴尼亚人来报复，使他们全部聚集到一个地方。然后他杀死了伊利尔的弟弟，把这段影片的記憶卡交给碧翠丝，伪装成是阿方斯手下的所为，邮寄给伊利尔。
阿方斯现在意识到威胁来自自己团队中的某人，开始怀疑维克多，但因为维克多曾救过他的命而不愿相信他是叛徒。维克多后来告知碧翠丝自己明白杀人对她心理上的影响，于是没有杀醉驾司机，也是為了与她共度更多时光。维克多为阿尔巴尼亚人和阿方斯设下了一个陷阱，但碧翠丝在电话中透露她没有邮寄記憶卡，因为她不想看到维克多死去。这时，达西在调查维克多的公寓后发现了他的真实意图，制服了碧翠丝，通知维克多她被扣押在阿方斯的房子里。
当阿方斯和阿尔巴尼亚人聚集在房子里时，维克多驾驶卡车撞入屋内。随后的枪战中，维克多饶了达西一命，继续闯入顶楼，也就是阿方斯和伊利尔扣押碧翠丝的地方。碧翠丝趁机播放影片，伊利尔听到视频后，认为阿方斯背叛了他，两人开枪互相射杀。
维克多带着碧翠丝逃出后，达西拿枪对着他们。被问及是否因为达西有妻子和孩子而饶了他时，维克多回答：“不，因为他们有你。”然后放下了枪。达西也放下了枪，让他们离开。维克多和碧翠丝乘地铁回家並接吻。

## 演员
- 科林·法雷尔 饰 维克多
- 劳米·拉佩斯 饰 碧翠丝
- 多米尼克·庫珀 饰 达西
- 泰伦斯·霍华德 饰 阿方斯
- F·莫瑞·亞伯拉罕 饰 格雷戈尔
- 亞曼·艾桑提（英语：Armand Assante） 饰 伦·戈登
- 韋德·貝瑞特 饰 基尔罗伊
- 路易斯·達·希爾瓦（英语：Luis Da Silva） 饰 特里
- 伊莎貝·雨蓓 饰 瓦伦丁·卢佐恩
- 詹姆士·比貝利（英语：James Biberi） 饰 伊利尔

## 评价
《無間殺手》获得了大多负面评价。Metacritic根据24位评论家的评论给予本片39/100的评分，表示“普遍不佳”。在爛番茄网站上，该片获得了41%的好评率，基于107条评论，平均评分为5.10/10。网站的共识写道：“尽管精良的演员阵容让《無間殺手》全片尚可一看，但其荒谬的情节转折和拖沓的节奏使影片失去活力。”
《衛報》的彼得·布拉德肖（Peter Bradshaw）给出了1星（满分5星）的评价，称其“极度无意义和愚蠢”，“暴力且无聊”，法雷尔“表情呆板且无动于衷”。相反，导演筒井武文给该片打了5星（满分5星）。《荷里活報道》的迈克尔·雷希哈芬（Michael Rechtshaffen）注意到“从《後窗》到《浪漫風暴》的多种主题影响”，称赞“强大的视觉效果和具有吸引力的国际演员阵容”，但最终认为影片“缺乏灵感”，高潮未能令人满意。
首映周末票房收入为5,345,250美元。相较于3,000万美元的制作成本，全球票房总收入为18,074,539美元，票房失利。